# Synthyris reniformis
Synthyris reniformis là một loài thực vật có hoa trong họ Mã đề. Loài này được (Douglas ex Benth.) Benth. miêu tả khoa học đầu tiên năm 1846.